# El tratado naval
El tratado naval (título original: The Adventure of the Naval Treaty)  es uno de los 56 relatos cortos sobre Sherlock Holmes escrito por Arthur Conan Doyle. Fue publicado originalmente en The Strand Magazine y posteriormente recogido en la colección Memorias de Sherlock Holmes.

## Argumento
Watson sitúa el relato en el mes de julio siguiente a su matrimonio. El tratado naval es el más largo de los casos que componen Las Memorias de Sherlock Holmes y, según Watson, sin duda uno de los más interesantes. El doctor Watson pide a Holmes que socorra a un antiguo amigo de colegio, Percy Phelps, que ha acudido solicitando su ayuda. El señor Phelps, sobrino de Lord Holdhurst y con un prometedor futuro en el Foreign Office, ha visto truncadas sus esperanzas. Ha desaparecido de forma misteriosa un importante tratado naval con Italia, mientras lo copiaba en su despacho de Whitehall. Todos ignoraban que el tratado estuviese en su poder y, aparentemente, no había nadie en el edificio, pero el valioso documento ha desaparecido. Cuando Holmes y Watson acuden a casa de Phelps, éste se está recuperando de la crisis nerviosa que le ha producido el desgraciado incidente, que supone su ruina tanto profesional como social.
Holmes, tras estudiar detenidamente el caso, envía a Phelps con Watson a Baker Street. A la mañana siguiente sorprende agradablemente a Phelps al lograr que el tratado aparezca en su plato del desayuno. Una vez más, Holmes ha conseguido que vuelva a prevalecer la justicia y ha salvado el honor de su país, ya que las consecuencias, si el tratado hubiese caído en manos de franceses o alemanes, hubiesen sido nefastas. Joseph Harrison, el futuro cuñado de Phelps, cargado de deudas, ha sido el responsable del robo. Holmes ofrece al malhechor la posibilidad de escapar, para evitar un desagradable escándalo.

## Análisis
En El tratado naval se presenta a un Holmes que ya conocíamos, desordenado -"encontrará usted tabaco dentro de la zapatilla persa"- y que toma notas en el puño de la camisa, para gran desesperación del espíritu castrense del doctor Watson. Pero hay un momento, que muchos seguidores consideran impropio de Holmes, en el que se dedica a filosofar, embelesado ante la belleza y el aroma de una rosa, como prueba de la existencia de la Divina Providencia. La verdad es que lo único que demuestra el incidente es la complejidad del carácter del gran detective del 221-B de Baker Street.